# Unione Generale dei Lavoratori

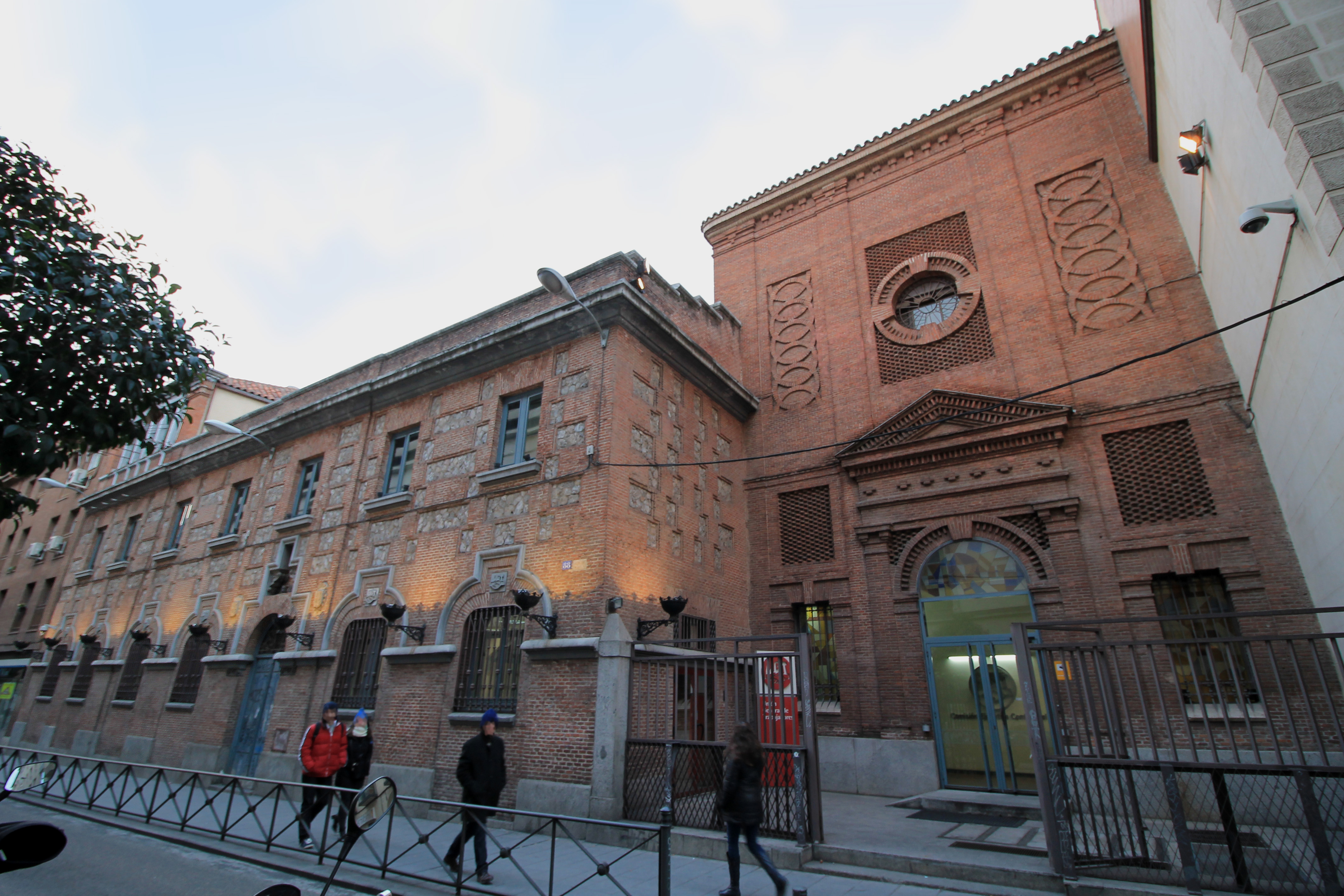
Sede generale (Madrid).

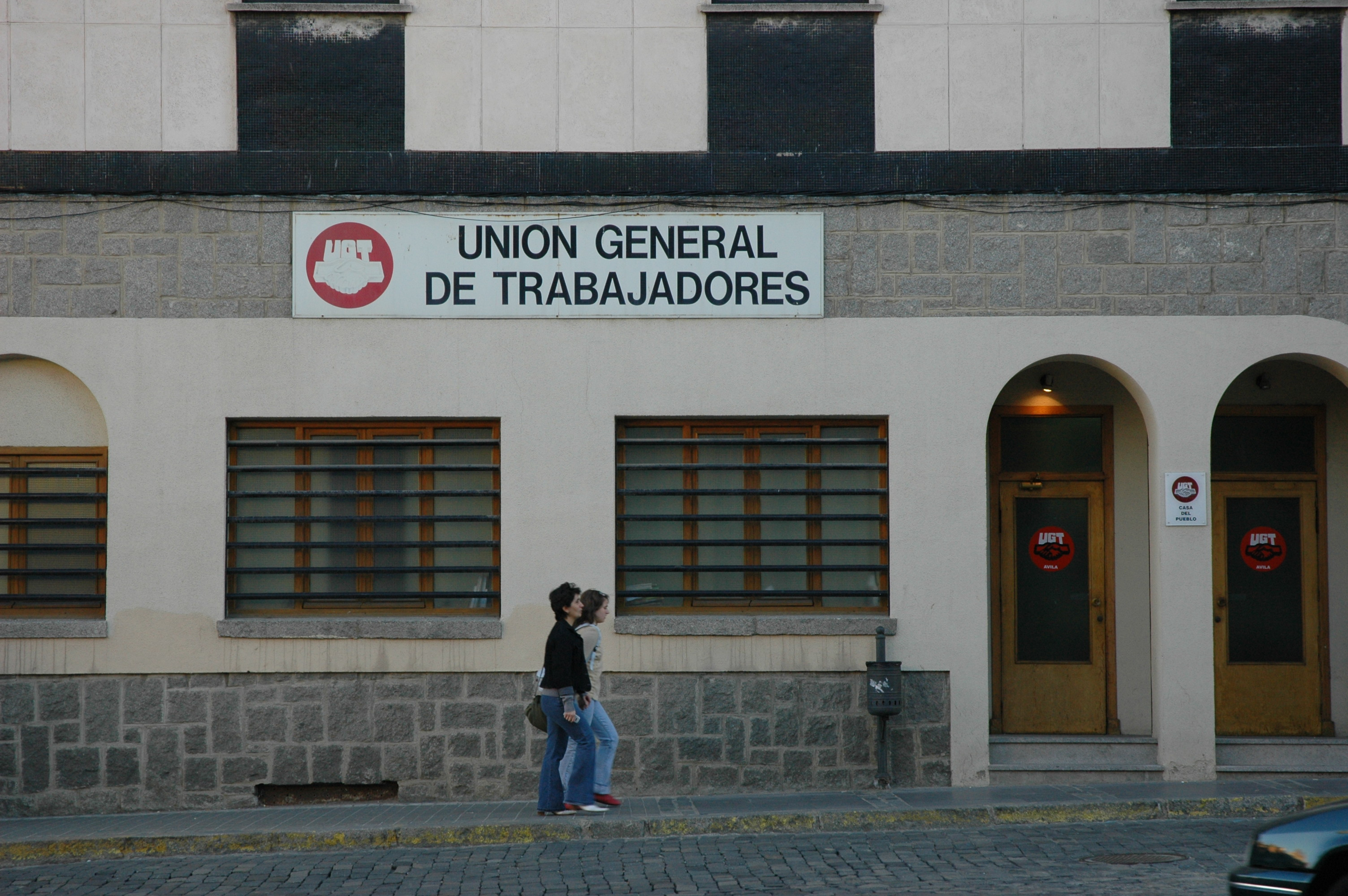
Sede dell'Unione Generale dei Lavoratori ad Avila

L'Unione Generale dei Lavoratori (Unión General de Trabajadores, UGT) è uno dei più importanti sindacati spagnoli, storicamente vicino al Partito Socialista Operaio Spagnolo.

## Storia
L'UGT venne fondata il 12 agosto 1888 da Pablo Iglesias Posse sulla base del socialismo marxista, nonostante lo status apolitico definito nel proprio statuto. Fino al XIV congresso del 1920, la lotta di classe non venne riconosciuta come uno dei principi fondamentali dell'agire sindacale. Nonostante l'UGT non ebbe mai a instaurare un rapporto unitario formale con il PSOE, il sindacato è stato sempre in relazione con il partito socialista sin dalla sua fondazione, al punto che essere membro dell'UGT comportava una affiliazione al PSOE e viceversa.
Durante il periodo della prima guerra mondiale, l'UGT seguì una linea tattica di relazione stretta e di unità di azione con la Confederazione Nazionale del Lavoro (CNT, Confederación Nacional del Trabajo) e con i comunisti. Questo periodo si concluse con la dittatura di Miguel Primo de Rivera, che consegnò il monopolio sindacale a quello sponsorizzato dal proprio governo. La CNT scelse una linea di scontro radicale con il regime, venendo in questo modo bandita, mentre l'UGT, benché in aperto dissenso con la dittatura, adottò una linea collaborativa per poter continuare ad operare legalmente. Durante la Seconda Repubblica Spagnola, l'UGT attraversò un periodo di radicalizzazione sotto la guida di Francisco Largo Caballero, sorpassando la quota di un milione di iscritti, mentre le profonde fratture degli anni sanguinosi della Guerra Civile Spagnola portarono alla rimozione di Caballero dalla sua carica di segretario generale nel 1937.
La vittoria del generale Francisco Franco nella guerra civile costrinse l'UGT all'esilio e alla clandestinità fino alla morte del dittatore avvenuta nel 1975. Il sindacato riemerse dall'illegalità durante il successivo periodo di transizione democratica, insieme alla Commissioni Operaie (CCOO, Comisiones Obreraas), legate al Partito Comunista di Spagna. L'UGT e le CCOO rappresentato all'oggi le maggiori formazioni sindacali spagnole, mentre la Confederazione Generale del Lavoro (CGT, Confederación General del Trabajo) è relegata in una posizione minoritaria.

## Segretari generali
- Antonio García Quejido (1899-1905)
- Vicente Barrio (1905-1918)
- Francisco Largo Caballero (1918-1938)
- José Rodríguez Vega (1938-1944)
- Pascual Tomás (1944-1968)
- Manuel Muiño Arroyo (1968-1971)
- Direzione collegiale (1971-1976)
- Nicolás Redondo (1976-1994)
- Cándido Méndez (1994-2016)
- Pepe Álvarez Suárez (2016-in carica)